# Fliegerabteilung 204 (Artillerie)
Fliegerabteilung 204 (Artillerie) – FA A 204 (Oddział lotniczy artylerii nr 204) – niemiecka jednostka obserwacyjna i rozpoznawcza wspomagania artyleryjskiego Luftstreitkräfte z I wojny światowej.

## Informacje ogólne
Jednostka została utworzona w dniu 30 października 1916 roku z Artillerie-Fliegerabteilung 204. Jednostka uczestniczyła w walkach na froncie zachodnim, została rozwiązana po kapitulacji Niemiec. 